# هوبليت

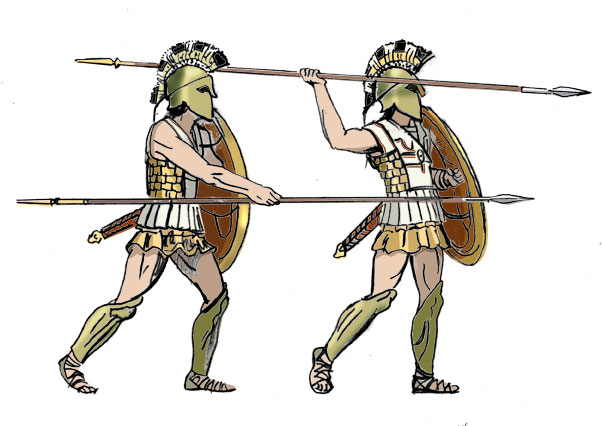
اثنان من جنود الهوبليت وقد صوّرا بوضعيّتين هجوميّتين مختلفتين، بتقحيمة علوية وبتقحيمة سفلية.

جندي الهوبليت، هو الجندي المدني في المدينة الدولة في اليونان القديمة. وكان الهوبليت يجهّز كمقاتل رمح ويقاتل في مجموعة هي التشكيلة السلامية. وكلمة هوبليت (اليونانية:ὁπλίτης، hoplitēs ) هي مشتقة من الهوبلون (ὅπλον) وهو نوع التروس الذي يستخدمه هذا المقاتل.
وقد كان الهوبليت بشكل أولي مواطن حر مسؤول عن تجهيز سلاحه ودروعه من نفقته الخاصة. وفي معظم المدن الدول الإغريقية، كان المواطنون يحصلون على تدريب عسكري أساسي في أقل تقدير، ليُدرجوا في الجيش القائم لفترة معلومة من الزمن. وكان من المتوقّع منهم أن يشاركون في الحملات العسكرية عندما يستدعون لأداء الواجب. وكان المواطنون من لاكيدايمونيا (أسبرطة) يشتهرون لتدريبهم العسكري المستمر طوال حياتهم، كما اشتهروا ببراعتهم القتالية الأسطورية الفائقة، بينما أعفي أعدائهم اللدودون، الأثينيين، من الخدمة بعد عمر الستين فقط.
ولا يعرف بالضبط متى ظهر جندي الهوبليت وأساليب حروبه على وجه التحديد، وتقول النظرية الأشهر أنها ظهرت في فترة ما، ما بين القرن الثامن والقرن السابع قبل الميلاد، فيما تزعم أقوال أخرى أنها بعد عام 480 ق.م.
وبعد الفتوحات المقدونية في القرن الرابع قبل الميلاد، تم التخلي عن جندي الهوبليت ببطء لصالح جندي الكتيبة السلامية المسلح على الطريقة المقدونية، في جيوش الدول اليونانية الجنوبية.
وقد قاتلت الكثير من الشخصيات والفلاسفة والفنّانين والشعراء كجنود هوبليت.